# 平头乡 (蓬安县)
平头乡，是中华人民共和国四川省南充市蓬安县下辖的一个乡镇级行政单位。2019年10月，撤销石梁乡，将其所属行政区域划归平头乡管辖。

## 行政区划
平头乡下辖以下地区：
印盒村、双沟村、十里村、罗紫村、柏丫子村、四合院村、双柏村、新平村、太平桥村和静阳村、沙坝村、祝家嘴村、刚石嘴村、庙儿坝村、袁家包村、三元贯村、中元贯村、猴家山村、元子山村、卢家沟村、沿江村和大垭口村。